# Rosa pulverulenta
Rosa pulverulenta — вид рослин з родини розових (Rosaceae); поширений у північно-західній Африці, південній Європі, західній Азії.

## Опис
Низькорослий кущ 0.1–0.5 м, часто утворює щільні зарості. Колючки слабкі до досить грубі, прямі до вигнутих, зрідка гачкуваті. Листки часто дрібні, ± липкі, ароматичні; листочків як правило, 5, яйцюваті, еліптичні або майже округлі, з основою від заокругленої до клиноподібної, від голих до ± запушених, зазвичай дуже залозисті, принаймні знизу, ребро ± запушене, залозисте і часто колюче. Квітки поодинокі або по 2–4 разом. Чашолистки яйцюваті з досить короткою, часто не сильно розширеною верхівкою, довжиною до 2.5 см. Пелюстки завдовжки 1–1.8 см, рожеві. Гіпантій від кулястої до яйцюватої форми, довжиною 1–2 см, гладкий або ± залозисто-жорстко-волосистий, червоний.

## Поширення
Поширений у північно-західній Африці, південній Європі, західній Азії.